# 1822 a tudományban
Az 1822. év a tudományban és a technikában.

## Események
- Gideon Algernon Mantell geológus, őslénykutató felfedezi az egyik legelső dinoszaurusz fosszíliát, melyet az Iguanodon fogaiként azonosít

## Publikációk
- Párizsban megjelenik François Sulpice Beudant francia geológus Voyage minéralogique et géologique en Hongrie pendant l'année 1818. (Ásványtani és geológiai utazás Magyarországon 1818-ban) című négykötetes műve

## Születések
- január 2.– Rudolf Clausius német fizikus, matematikus, a termodinamika tudományának egyik alapítója(† 1888)
- január 6.– Heinrich Schliemann laikus német régész († 1890)
- február 16. – Francis Galton angol polihisztor, felfedező, feltaláló, antropológus, földrajztudós, meteorológus († 1911)
- március 11. – Joseph Bertrand francia matematikus († 1900)
- március 14. – Szabó József bányamérnök, geológus, a Magyar Tudományos Akadémia tagja, a magyar tudományos ásvány-, kőzet- és földtan megalapítója († 1894)
- május 18. – Bókai János magyar orvos, sebész, egyetemi tanár, gyermekgyógyász, a korszerű magyar gyermekorvoslás megteremtője († 1884)
- július 22. – Gregor Mendel fizikus, a tudományos genetika megalapozója († 1884)
- december 24. – Charles Hermite francia matematikus, a századvég matematikai életének egyik vezető egyénisége († 1901)
- december 27. – Louis Pasteur francia mikrobiológus és kémikus, az orvostudomány történetének egyik legnagyobb  alakja, a mikrobiológia, az immunológia és a járványtan megalapítója († 1895)

## Halálozások
- február 23. – Johann Matthäus Bechstein német természettudós, ornitológus, entomológus és herpetológus  (* 1757)
- június 3. – René Just Haüy francia mineralógus (* 1743)
- augusztus 13. – Jean-Robert Argand svájci amatőr matematikus (* 1768)
- augusztus 19. – Jean Baptiste Joseph Delambre francia matematikus, csillagász (* 1749)
- augusztus 25. – William Herschel német-angol csillagász, az Uránusz felfedezője, minden idők egyik legnagyobb megfigyelőcsillagásza (* 1738)
- november 6. – Claude Louis Berthollet francia kémikus   (* 1748)